# 国营张掖农场
国营张掖农场，是中国甘肃省张掖市甘州区下辖的一个乡镇级行政单位。

## 行政区划
国营张掖农场共辖以下地区：
张掖农场虚拟村。